# Habiba Msika
Habiba Msika, cũng có thể ghi là Messika (حبيبة مسيكة), (sinh năm 1903 Testour – 21 tháng 2 năm 1930 tại Tunis), là ca sĩ, vũ công và diễn viên người Tunisia.
Là con của Marguerite Msika và là cháu gái của ca sĩ Leila Sfez.
Bà nhanh chóng trèo lên chiếc thang danh tiếng dưới bút danh Habiba ("beloved"). Xuất thân của tự do, và là bậc thầy về số phận, ca sĩ lôi cuốn và nữ diễn viên táo bạo, được yêu mến bởi dân số Thổ dân Tunisia, Msika là một hiện tượng xã hội trong thời đại của bà. Bộ phim The Fire Dance của Salma Baccar nói về số phận của bà..